# The Collection (álbum de Atomic Kitten)
The Collection é a terceira coletânea do Atomic Kitten, lançado no dia 5 de maio de 2005.

## Faixas
| #   | Título / Álbum                                            | Duração |
| --- | --------------------------------------------------------- | ------- |
| 1.  | "Whole Again" de Right Now                                | 3:03    |
| 2.  | "Dancing in the Street"                                   | 3:38    |
| 3.  | "Ladies Night" de Ladies Night                            | 3:08    |
| 4.  | "Use Your Imagination"                                    | 3:13    |
| 5.  | "Turn Me On" de Right Now                                 | 3:40    |
| 6.  | "Right Now" de Right Now                                  | 3:35    |
| 7.  | "It's OK!" de Feels So Good                               | 3:15    |
| 8.  | "Love Won't Wait" de Feels So Good                        | 3:29    |
| 9.  | "Don't Go Breaking My Heart" de Ladies Night              | 3:43    |
| 10. | "Believer" de Ladies Night                                | 3:46    |
| 11. | "Follow Me" de Right Now                                  | 3:15    |
| 12. | "Tomorrow and Tonight" de Right Now                       | 3:24    |
| 13. | "Walking On The Water" de Feels So Good                   | 4:00    |
| 14. | "Love Doesn't Have to Hurt" de Feels So Good              | 3:28    |
| 15. | "No One Loves You (Like I Love You You)" de Feels So Good | 4:00    |